# Romila Thapar

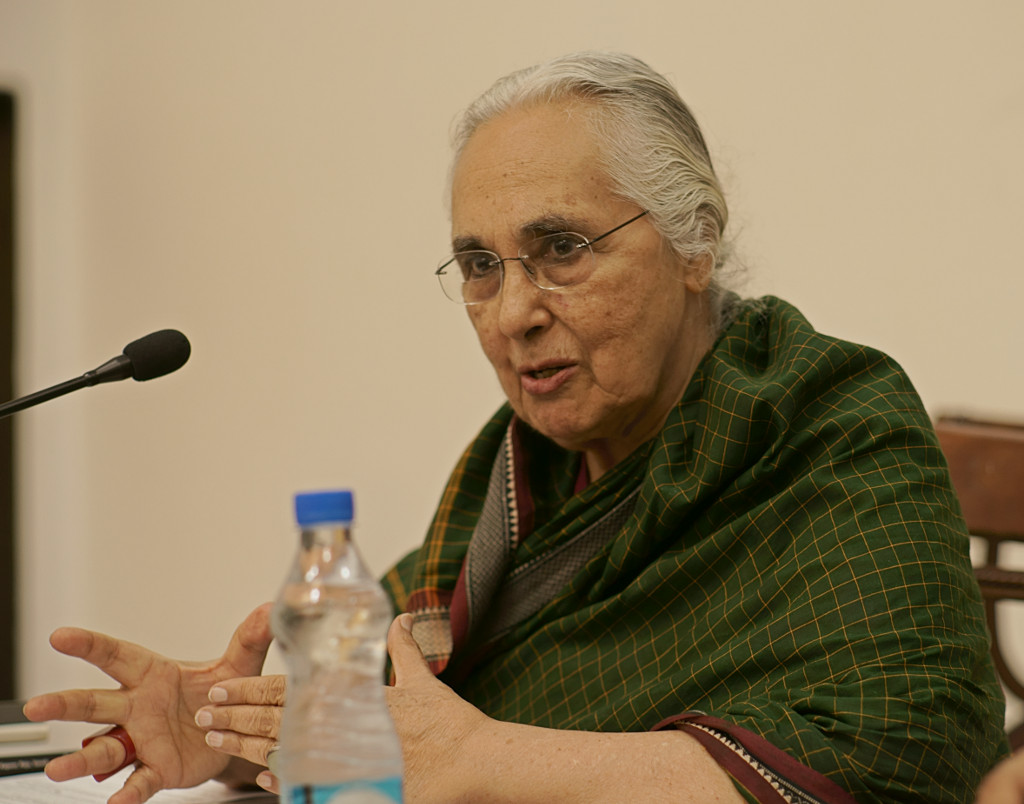
Romila Thapar (2016)

Romila Thapar (* 30. November 1931 in Lucknow)  ist eine indische Historikerin.

## Karriere
Thapar studierte an der Panjab University und wurde 1958 bei A. L. Basham an der School of Oriental and African Studies (SOAS) der Universität London promoviert. Sie war Reader für antike indische Geschichte an der Kurukshetra University (1961/62) und von 1963 bis 1970 an der Delhi University. Von 1970 bis 1991 war sie Professorin für antike indische Geschichte an der Jawaharlal Nehru University in New Delhi, an der sie seit 1993 Professor Emerita ist.
Sie war Gastprofessorin an der Cornell University (Distinguished Visiting Professor 1979), der University of Pennsylvania und dem Collège de France in Paris. 1983 war sie Präsidentin des Indian History Congress.

## Ehrungen und Mitgliedschaften
Sie ist mehrfache Ehrendoktorin (Oxford, Chicago, University of London, Edinburgh, Kalkutta, Hyderabad, Peradeniya University in Sri Lanka, Brown University) und Mitglied der American Academy of Arts and Sciences (2009) und der American Philosophical Society. Sie ist Ehren-Fellow von Lady Margaret Hall an der University of Oxford. 1997 wurde sie Corresponding Fellow der British Academy. 2009 hielt sie eine Keynote Address auf dem 14. Welt-Sanskrit-Kongress in Kyoto. 1976/77 war sie in New Delhi Jawarhalal Nehru Fellow.
2008 erhielt sie den Kluge-Preis. 2003 wurde sie Kluge-Professor der Library of Congress.

## Wirken

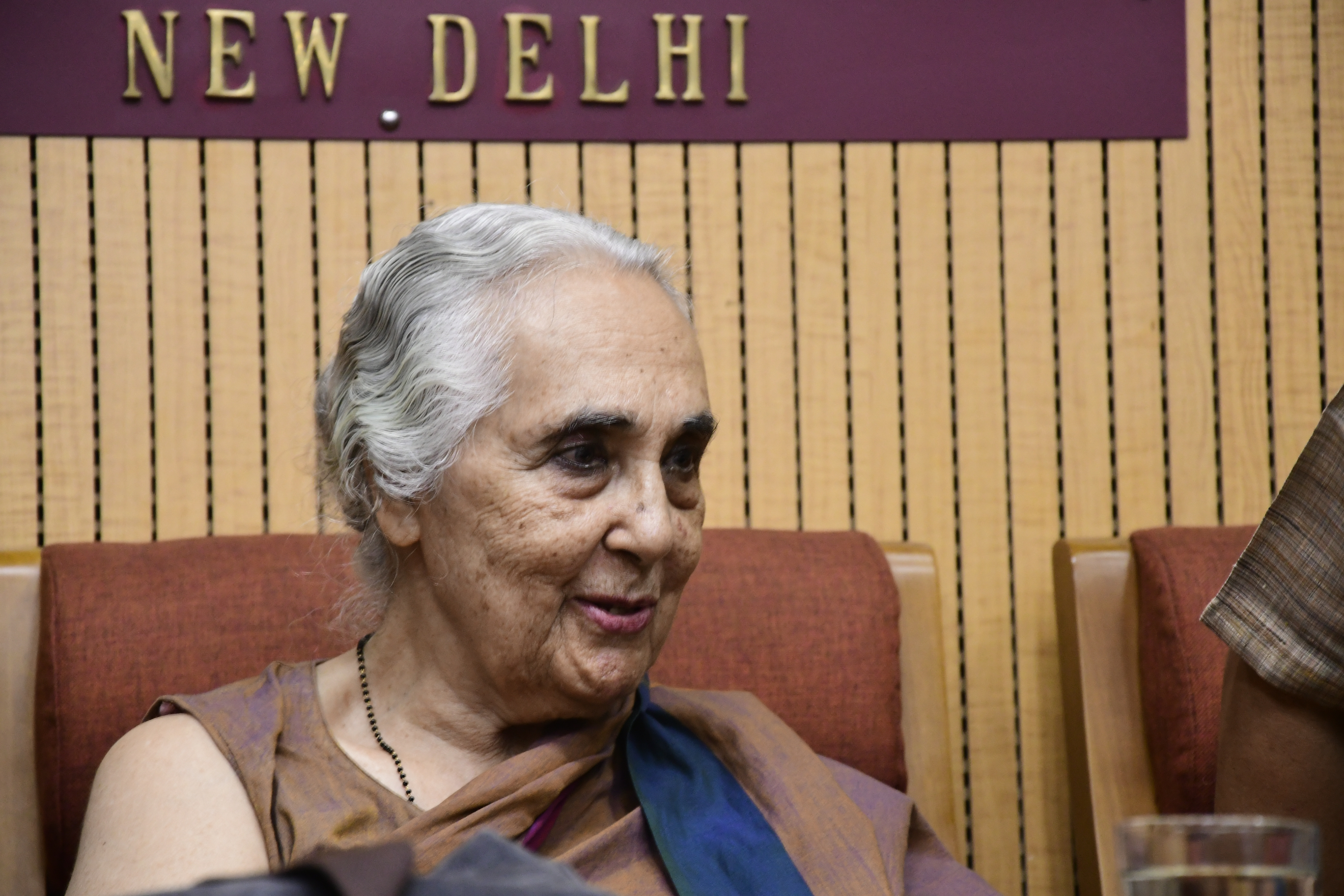
Romila Thapar (2019)

Sie befasst sich mit antiker indischer Geschichte und speziell Sozialgeschichte im frühen Indien zum Beispiel in der Ära von Ashoka und das Maurya-Reich, dessen Untergang sie auf die stark zentralistische Verwaltung zurückführte. Dem breiteren Publikum ist sie vor allem bekannt durch ihren 1966 bei Penguin Books erschienenen ersten Band der History of India das einen Überblick über die Anfänge indischer Geschichte bis 1300 gibt. Schwerpunkt war ihrem Schwerpunktgebiet entsprechend die antike indische Geschichte, sie behandelte aber auch die Zeit bis ins 16. Jahrhundert, da der zweite Band von Percival Spear mit dem Mogulreich im 16. Jahrhundert einsetzte. Die aktualisierte und bearbeitete Neuauflage von Early India from the Origins to A.D. 1300 von 2002 war Teil einer dreibändigen Geschichte (mit der Zeit von 1300 bis 1800 als eigenem Band).
2002 protestierte sie mit anderen indischen Historikern gegen Änderungen in indischen Schulbüchern (an deren Ausarbeitung in Bezug auf indische Frühgeschichte sie vorher beteiligt war), um Rücksichten auf hinduistische religiöse Befindlichkeiten zu nehmen (Formulierungen zur Entstehung des Kastensystems, Hinweise auf Rindfleischverzehr im alten Indien). Auch 2006 nahm sie in ähnlicher Weise in Kalifornien Stellung gegen Versuche hinduistischer Gruppen, Änderungen in Schulbüchern durchzusetzen.
Romila Thapar kritisiert die von der indischen Regierungspartei BJP propagierte Hindutva-Geschichtsschreibung. Hindutva definiere den Hinduismus als alleinige Grundlage indischer Kultur und Zivilisation. Die Marginalisierung von Minderheiten wie Christen, Parsen, Sikhs und Muslimen würde somit historisch legitimiert. In On nationalism stellt Thapar ihre Jugendzeit dem gegenwärtigen Indien gegenüber: „Wir verstanden unter Nationalismus indisch zu sein und nicht hinduistisch oder muslimisch oder irgendeine andere Form von Religion oder Nationalismus.“
Von ihr stammt auch ein Kinderbuch (Indian Tales).

## Schriften
- Asoka and the Decline of the Mauryas, Oxford University Press, 1961, Neuauflage 2012
- A History of India, Band 1, Penguin 1966 (überarbeitete Neuauflage 2002 als Early India: From Origins to AD 1300)
- (mit Thomas George Spencer Spear) Indien. Von den Anfängen bis zum Kolonialismus, Kindlers Kulturgeschichte 1966
- Ancient India, Medieval India, NCERT Textbooks, Delhi, 1966, 1968
- The Past and Prejudice (Sardar Patel Memorial Lectures), NBT Delhi, 1975, 2010
- Ancient Indian Social History: Some Interpretations, OL Delhi 1978, 2010
- The Mauryas Revisited, Centre for Studies in Social Sciences, K. P. Babchi 1987
- (Herausgeber) Indian Tales, Puffin 1991
- Early India: From Origins to AD 1300, Penguin Books (London, Delhi)/University of California Press 2002
- Exile and the Kingdom: Some Thoughts on the Rāmāyana (Rao Bahadur R. Narasimhachar endowment lecture), Mythic Society, 1978
- From Lineage to State: Social Formations of the Mid-First Millennium B.C. in the Ganges Valley, Oxford University Press 1984, 2006
- History and Beyond, Oxford University Press, Delhi 2000
- Interpreting Early India, Oxford University Press 1993, 1999
- Sakuntala: Texts, Readings, Histories, Kali for Women, Delhi/Anthem London 1999
- Cultural Pasts: Essays in Early Indian History, Oxford University Press, Delhi 2000 (Sammlung ihrer Aufsätze)
- als Herausgeberin: India: Another Millennium? Viking 2000
- als Herausgeberin: India: Historical Beginnings and the Concept of the Aryan, National Book Trust 2006
- Somanatha: The Many Voices of History, Penguin Delhi, Verso London 2004, 2008
- The Aryan: Recasting Constructs. Three Essays, New Delhi 2008
- The Past Before Us: Historical Traditions of Early North India, Permanent Black, Ranikhet/Harvard UP 2013

Einige Aufsätze:
- Interpretations of Ancient Indian History. In: History and Theory. Band 7, Heft 3, 1968, S. 318–335, doi:10.2307/2504471.
- Imagined Religious Communities? Ancient History and the Modern Search for a Hindu Identity. In: Modern Asian Studies. Band 23, Heft 2, 1989, S. 209–231, doi:10.1017/S0026749X00001049.
- Epic and History: Tradition, Dissent and Politics in India. In: Past & Present. Band 125, Heft 1, 1989, S. 3–26, doi:10.1093/past/125.1.3.